# Виртуальная одежда
Виртуальная одежда (англ. digital clothing) — предметы гардероба, созданные с использованием компьютерной графики и 3D-технологий. Объемная статичная или анимированная одежда разрабатывается с помощью специальных цифровых программ (например, CLO 3D, Marvelous Designer, VStitcher, DC Suite). Такие вещи можно надеть на виртуальных моделей или на настоящего человека: для этого нужна фотография модели в обтягивающей одежде, поверх которой дизайнер накладывает цифровую одежду. Digital-вещи имеют те же физические свойства, что и настоящие: они создаются по идентичным лекалам, используют разные ткани, но при этом они существуют только в виртуальной реальности. Цена цифровой одежды складывается из нескольких показателей: разработка дизайна, адаптация одежды под фотографию пользователя, сложность и время производства.

## Появление
Первопроходцем в сфере цифровой моды принято считать Кэт Тейлор, более известную под псевдонимом Cattytay. Кэт — основательница платформы для небинарых людей, интерсексуалов и трансгендеров Digi-GXL и цифровой дизайнер, который разрабатывает виртуальную одежду с 2015 года. Cattytay сотрудничает с всемирно известными брендами, такими как Vetements, Gucci, Off-White, Balenciaga и Alexander Wang, трансформируя их известные сшитые модели в digital-формат, но вещи собственного авторства не продает.
В конце 2018 года агентство Virtue выпустило первую коллекцию цифровой одежды. Таким образом они пытались привлечь внимание покупателей к открытию интернет-магазина скандинавского бренда Carlings. В коллекции вошло 20 вещей, среди которых объемный дутый пуховик, жёлтое пальто с имитацией крокодиловой кожи, блестящие штаны, свитшот с надписью «I’m not a robot» и другая одежда стоимостью от 10$ до 30$ с учётом нанесения на фотографию. Коллекцию сделали лимитированной — всего 12 штук каждой позиции. Дроп виртуальной одежды привлек внимание аудитории, благодаря чему доход Carlings в 2018 году составил €120 млн (согласно изданию Nowfashion).
Следующим шагом в развитии виртуальной моды стало появление кутюрной digital-одежды. В мае 2019 года журнал Forbes сообщил о продаже первого в мире цифрового кутюрного платья Iridescence от голландского стартапа The Fabricant, основателем которого стал графический дизайнер Керри Мерфи. Полупрозрачное голографическое платье-комбинезон, разработанное в коллаборации с художницей Джоанной Джасковски и студией Dapper Labs, создателями блокчейн-игры CryptoKitties, было продано за рекордные $9500. Покупателем стал канадский предприниматель Ричард Ма. The Fabricant сотрудничают с Puma и Tommy Hilfiger, а также реализуют проекты для компаний: например, к 30-летию люксового универмага I.T. Hong Kong они создали модную виртуальную коллекцию. Некоторые наряды голландского цифрового бренда в доступных форматах OBJ и CLO3D можно примерить бесплатно на их официальном сайте, но для этого нужны навыки работы в графических редакторах — пользователю придется самостоятельно открыть файл и наложить вещь на свою фотографию.
Летом 2020 года основательницы агентства и шоурума More Dash Наталья Моденова и Дарья Шаповалова запустили первую международную платформу по продаже виртуальной одежды Dress-X со штаб-квартирой в Лос-Анджелесе. На Dress-X можно найти не только разработки 3D-дизайнеров, но и оцифрованные модели традиционных брендов. Так покупатель может приобрести виртуальную вещь для создания контента дешевле, чем физическую одежду.

### В России
4 марта 2020 года российский дизайнер из Уфы и основательница марки Ophelica Регина Турбина продала свой первый цифровой наряд: свитшот и брюки стоимостью 5000 рублей. Покупателем digital-комлекта стал медиаредактор «Яндекса» Даниил Трабун. Спустя два месяца Регина создала онлайн-магазин replicant.fashion, в котором продаются цифровые вещи локальных дизайнеров. Помимо виртуальной одежды в маркетплейсе представлены физические вещи марки AKOA: бренд предлагает сначала купить виртуальную вещь, примерить её, а уже потом заказать отшитую модель. Из-за пандемии коронавирусной инфекции модные показы проходили в онлайн-формате, в том числе Mercedes-Benz Fashion Week Russia, на которой Регина Турбина представила коллекцию физической одежды ophelica, интегрировав в неё цифровой наряд.

## Популярность
Скачок популярности виртуальной одежды случился весной 2020 года, во время локдауна из-за пандемии COVID-19. Только за первую неделю карантина объём трафика в Интернете увеличился на 15-20 %. Количество пользователей социальных сетей выросло более чем на 10 %, и к началу июля 2020 года их общее число в мире достигло 3,96 млрд. Согласно исследованию GlobalWebIndex, 33 % пользователей искали в социальных сетях оригинальный или развлекательный контент (digital-вещи стали одним из способов создать его). Помимо этого, во время локдауна остановилась работа швейных производств, а из-за закрытых границ импорт фурнитуры и тканей оказался невозможным, поэтому производители реальной одежды не смогли вовремя выпустить новые коллекции.

## Влияние на модную индустрию
Виртуальная одежда стала продуктом развития тренда на sustainability и социальных сетей. За последние несколько десятилетий количество одежды, покупаемой на одного человека, увеличилось на 40 %. По результатам опроса банка Barclays, проведенного в 2018 году, каждый десятый покупатель приобретает вещи только для создания контента — после этого вещь либо сдается обратно в магазин, либо выбрасывается на свалку. На фоне этого очевидны преимущества виртуальной одежды: она создается в ограниченном количестве (обычно до 100 экземпляров), что помогает создавать эксклюзивный контент в социальных сетях, и не наносит вред окружающей среде, в отличие от обычной одежды (ежегодно в мире сжигается или выбрасывается около 92 тонн одежды(). К тому же, в дополненной реальности можно воплотить любые дизайнерские задумки, которые невыполнимы в жизни — например, нанести на вещь сияющую голограмму.
Благодаря появлению 3D-технологий производство одежды станет быстрее, так как они позволяют разрабатывать дизайн, проверять лекала и посадку заранее и отшивать только правильные вещи. Кроме этого, digital-одежда поменяет бизнес-модели производителей одежды: бренды перейдут с привычной ранее модели «дизайн-производство-продажа» на «дизайн-продажа-производство», или made to order. Это позволит сделать производство более экологичным, так как будут отшиваться только те модели одежды, которые гарантированно купят. Эту бизнес-модель уже используют некоторые марки: например, шведский Atacac работает с 3D-программами и отшивает вещи только по предзаказу, а американский бренд джинсовой одежды Unspun использует 3D-сканирование тела в магазине, чтобы подобрать идеальную посадку, крой и материалы персонально для каждого клиента.

### Виртуальная примерочная
Виртуальная примерочная — это прототип реальной примерочной, созданный в AR. Она позволяет покупателю оценить, как смотрится та или иная вещь, без необходимости надевать её на себя. Такие 3D-технологии уже используют многие известные бренды: американская марка Rebecca Minkoff дает возможность покупателю оценить размер сумки, поставив её на стол в режиме AR, а Gucci и Lamoda позволяют «примерить» обувь в специальном приложении. Студия интернет-маркетинга и дизайна AR Door создала для американского бренда Topshop виртуальную примерочную на базе Microsoft Kinect — камера, встроенная в Kinect, распознает тело человека и накладывает поверх него трехмерные модели платьев.

## Будущее
Проблема, которая сейчас стоит перед индустрией цифровых вещей — сложность процесса производства. Разработка цифровой одежды требует ручной работы дизайнера, а для того, чтобы «надеть» вещь на фотографию пользователя, нужны навыки работы в графических редакторах. Тем не менее, глава Агентства инноваций моды в Лондонском колледже моды Мэтью Дринкуотер считает, что через несколько виртуальная одежда станет обычным делом. Аудитория готова тратить деньги на виртуальные вещи: люди покупают одежду в компьютерных играх (объём продаж тематической игры Covet Fashion в 2018 году составил $53,4 млн с учётом рекламы, а Fortnite заработали более $1 млрд только на встроенных покупках) и тратят деньги на цифровые предметы (пользователь потратил $140 тыс. на виртуального кота в блокчейн-игре CryptoKitties).